# Tradizionalismo (architettura)
Il tradizionalismo in architettura, è una definizione utilizzata per indicare un qualsiasi atteggiamento di progressione e difesa dei metodi di costruzione tradizionale. In storia dell'architettura viene a definire diversi gruppi che si mobilitarono nei primi decenni del Novecento, soprattutto in Europa del Nord (Germania; Scandinavia; Paesi Bassi), contro il funzionalismo, e particolarmente nell'architettura olandese, così come la declinazione espressionista della "Scuola di Amsterdam" (per questo indicati anche, di convesso, "Scuola tradizionalista"), significando così una rinascita di stili architettonici ruralisti, nazionali e delle tradizioni, con ordini regolari, mattoni a vista, decorazioni minuziose e materiali del territorio.
A seguito della prima guerra mondiale, fu continuato da Marinus Jan Granpré Molière. Dal 1924 fino al 1953 Molière fu professore al Politecnico di Delft, e il movimento che riunì attorno a sé e alle sue concezioni divenne celebre e definito dal 1945 come la "Scuola di Delft", e visto come una successione razionalista dell'architettura di Berlage. Fu molto influente per quanto riguarda la progettazione di chiese, ma quando diminuì la sua portata nell'architettura sacra raggiunse il picco anche in quella civile.

## I membri
- Marinus Jan Granpré Molière
- Cornelis Hubertus (Cees) de Bever
- Gijsbert Friedhoff
- Bernardus Joannes Koldewey
- Kees van Moorsel
- Alexander Kropholler - Tradizionalista, ma non della "Scuola di Delft"
- Alphons Boosten - Tradizionalista, ma non della "Scuola di Delft"
- Frits Peutz - Tradizionalista, ma non della "Scuola di Delft"
- Hendrik Willem Valk - Tradizionalista, ma non della "Scuola di Delft"